# Wysokie Litewskie (stacja kolejowa)
Wysokie Litewskie (biał. Высока-Літоўск, ros. Высоко-Литовск) – stacja kolejowa w miejscowości Oberowszczyzna, w rejonie kamienieckim, w obwodzie brzeskim, na Białorusi. Leży na linii Brześć – Białystok. Jest białoruską stacją graniczną na granicy z Polską.
Stacja powstała w XIX w. Nazwa stacji pochodzi od pobliskiego miasta Wysokie (dawniej Wysokie Litewskie). Mimo zmiany nazwy miasta, nazwa stacji pozostała niezmieniona.